# Ian Towner
Ian Stuart Towner (* 24. Mai 1940 in Hastings) ist ein britischer Kernphysiker.
Towner studierte am Imperial College in London mit dem Bachelorabschluss 1962 und wurde am Battersea College der Universität London 1966 promoviert. 1965 bis 1970 war er im Kernphysiklabor der Universität Oxford bei Peter Hodgson. 1970 ging er in die Theorieabteilung ans Chalk River Kernforschungslabor (Chalk River Nuclear Labs von Atomic Energy Canada, AECL) in Ontario in Kanada. 1997 verließ er das Labor und wurde Adjunct Professor an der Queen’s University (Kingston).
1988/89 war er am TRIUMF.
2006 erhielt er mit John Hardy den Tom-W.-Bonner-Preis für Kernphysik für Präzisionstests der elektroschwachen Wechselwirkung (Unitarität der CKM-Matrix) in supererlaubten Betazerfällen. Das sind Betazerfälle von Drehimpuls- und Paritätsquantenzahlen {\displaystyle 0^{+}} nach {\displaystyle 0^{+}}, für die ein Gammastrahlübergang verboten ist.
Er befasste sich auch mit Schalenmodell-Rechnungen zur Kernstruktur, Mesonen-Austauschströmen, Axialvektor-Kopplung in Betazerfällen, Kernmomenten, Transferreaktionen.
Er ist seit 1966 verheiratet und hat zwei Kinder.

## Schriften
- Shell model description of light nuclei, Clarendon Press, Oxford 1977
- mit Boris Castel Modern theories of nuclear moments, Clarendon Press, Oxford 1990
- als Herausgeber Nuclei far from stability: Fifth International Conference, Rosseau Lake, Ontario, Canada 1987, American Institute of Physics, New York 1988